# Mon ami le clown
Pour plus de détails, voir Fiche technique et Distribution.
Mon ami le clown (titre original : Wenn der Vater mit dem Sohne) est un film allemand réalisé par Hans Quest sorti en 1955.

## Synopsis
Teddy Lemke est sous-locataire avec mademoiselle Biermann. Elle s'occupe depuis 5 ans d'Ulli, six ans, dont la mère a émigré après la guerre en raison de difficultés en Amérique et où, en raison de lois strictes sur l'immigration, elle n'a pas été autorisée à l'emmener avec elle. Teddy Lemke, dont le fils est décédé, s'occupe avec amour du petit Ulli comme s'il était lui-même son père. Quand Ulli le surprend avec un costume de clown pour enfants qu'il a trouvé par hasard dans le grenier, Teddy raconte avec hésitation l'histoire de sa vie : c'était un clown célèbre qui se produisait avec son fils. À la mort du garçon, Teddy ne voulait pas continuer sa carrière sans lui.
Ulli travaille avec Teddy jusqu'à ce qu'il reprenne son rôle de clown et apparaisse avec Ulli. Ils réussissent, un engagement s'impose. Mais ensuite, la mère d'Ulli, Gerti, qui est maintenant mariée, revient d'Amérique pour chercher son enfant. Teddy s'enfuit avec l'enfant de Berlin en Suisse, poursuivi par la mère de l'enfant, sa sœur et son mari. Son mari confronte Teddy qui croit d'abord qu'il est le père de l'enfant, mais qui réalise ensuite les véritables circonstances. Ulli déménage en Amérique avec ses parents et Teddy, qui l'accepte le cœur lourd, donne une performance solo à la fin.

## Fiche technique
- Titre : Mon ami le clown
- Titre : Wenn der Vater mit dem Sohne
- Réalisation : Hans Quest assisté de Hermann Leitner
- Scénario : Gustav Kampendonk, Eckart Hachfeld (de) d'après une idée de Hans Grimm
- Musique : Heino Gaze (de)
- Direction artistique : Hans Ledersteger (de), Ernst Richter (de), Peter Schlewski
- Costumes : Walter Salemann
- Photographie : Kurt Schulz
- Son : Heinz Grabowski
- Montage : Hermann Leitner
- Production : Kurt Ulrich
- Société de production : Berolina
- Société de distribution : Constantin Film
- Pays de production :  Allemagne de l'Ouest
- Langue : allemand
- Format : Couleurs - 1,37:1 - Mono - 35 mm
- Genre : Comédie dramatique
- Durée : 95 minutes
- Dates de sortie :
  - Allemagne de l'Ouest : 11 août 1955
  - Belgique : 3 février 1956
  - France : 1er mai 1957[1]

## Distribution
- Heinz Rühmann : Teddy Lemke
- Oliver Grimm : Ulli
- Waltraut Haas : Gerti
- Robert Freitag : Roy Bentley
- Sybil Werden : Jane Bentley
- Fita Benkhoff (de) : Mademoiselle Biermann
- Carl-Heinz Schroth (de) : Peepe
- Pero Alexander (de) : Donald Crossman
- Herbert Kiper (de) : Miller, agent
- Hans Schwarz (de) : Samson
- Rudolf Schündler : le monsieur dans la boutique
- Heidi Becker : Helga
- Arnim Dahl : le plongeur

## Production
Le film est tourné dans le studio de Berlin-Pichelsberg avec des prises de vues de Berlin-Wedding, Zurich, Lausanne, Locarno, Lugano et Ascona.
Le film donna à Rühmann l'occasion de se glisser dans son rôle qu'il voulait : celui de clown. Il l'a fait si parfaitement que l'Internationale Artisten-Loge (de) lui décerne l'aiguille d'or des artistes, une récompense unique pour un "amateur".
Le film fait connaître la chanson La-Le-Lu (Nur der Mann im Mond schaut zu) (de) que Heino Gaze écrivit en 1950.